# Helvetet på jorden
Helvetet på jorden (engelska: The Fire Next Time) är en amerikansk miniserie från 1993 regisserad av Tom McLoughlin, skriven och producerad av James S. Henerson med Craig T. Nelson, Bonnie Bedelia, Richard Farnsworth och Justin Whalin. Serien utspelar sig år 2017 och handlar om en familj, som efter en serie bränder och översvämningar som har uppstått på grund av den globala uppvärmningen, kämpar för att överleva. Samtidigt bråkar vetenskapsmännen och politikerna om vem som orsakat detta och varför de inte stoppades.

## Rollista
- Craig T. Nelson som Drew Morgan
- Bonnie Bedelia som Suzanne Morgan
- Richard Farnsworth som Frank Morgan
- Justin Whalin som Paul Morgan
- Ashley Jones som Linnie Morgan
- Shawn Toovey som Jake Morgan
- Jürgen Prochnow som Larry Richter

## Release
Serien släpptes i USA på DVD den 21 juli 2015.